# 食糧管理法
食糧管理法（しょくりょうかんりほう、昭和17年2月21日法律第40号）は、戦時下における食料供給の安定に関する、かつて存在した日本の法律。
1942年（昭和17年）2月21日に公布され、1995年（平成7年）11月1日に廃止された。

## 歴史

### 制定の経緯
第3次近衛内閣は食糧に対する統制を強化するため、1941年（昭和16年）8月にイモ類について「藷類配給統制規則」を公布し、同年9月には「緊急食糧対策ノ件」を閣議決定した。そして同年11月には、農林省内で米穀についても集荷と配給の強力な一元化を行い、戦時食糧専売体制を確立すべきとの声が高まった。
1942年（昭和17年）1月、農林省は内務省・企画院・法制局と折衝に入り、東條内閣での閣議決定を経て、同年2月に公布された。

### 特徴
1月に閣議決定された「食糧管理法案要旨」（1月に閣議決定）によれば、本法の特徴は主に配給に関する統制の強化、永続的な制度の確立、非常時用食糧の貯蔵の3点にあった。
配給に関する統制の強化
この法律によって米穀商など連合体によって構成された複数の配給機構が、新たに設立された特殊法人の「食糧営団」のもとに統合・再編され一元化された。
永続的な制度の確立
従来は食糧の需給が逼迫した際に緊急避難的に戦時立法で対応していたが、農林省の食糧管理局は有事や平時および需給に関係なく食糧の安定供給が保証される制度を構築しようとした。
非常時用食糧の貯蔵
空襲時の食糧対策として、品目ごとに分散貯蔵されていた物資を食糧営団が一括して管理することとなった。また、各道府県の農産物検査所がそれぞれの検査基準で行っていた米麦検査事業を国営に移して基準を統一した。
なお、食管法の施行により米穀配給通帳制が日本全国で導入されたが、六大都市では「米穀割当配給制実施要綱」により1941年（昭和16年）4月1日から導入されていた。また、これに先立って内務省は切符制の導入を推進しており、1940年（昭和15年）8月には4826の市町村で米穀の切符制が導入され、全市町村の42 %に達していた。

### 第二次大戦後
第二次大戦後、歴代内閣は食糧危機の克服を最重要課題にし、それを食糧管理法に基づく食糧管理体制の下で解決しようと努めた。
1960年代後半まで米の流通経路は、生産者（農家）から自家用を除いて第一次集荷業者（農業協同組合）に集荷され、さらに第二次集荷業者（経済農業協同組合連合会）で取りまとめられた後に食糧庁に売り渡されていた。食糧庁は当初は食糧配給公団を通して配給していたが、1951年（昭和26年）に食糧配給公団が解散したことから、その後は指定卸売業者から指定小売業者を通じて消費者に販売されるようになった。

### 廃止の経緯
コメ消費が量的に満たされるようになると、消費者は美味しい米を求めるようになり、これらは違法なヤミ米（自由米）として流通した。そこで1969年（昭和44年）に政府の手を経ない自主流通米制度が導入され、自主流通米経路と政府米流通経路の2つの経路が設けられた（いずれも許可卸売業者と許可小売業者を通して消費者に販売された）。生産者は収益性が高い自主流通米を増やしたが、同時に本来違法な自由米の流通量も増加し、1992年の統計では政府米の比率は19 %にとどまり、自主流通米が48 %、残り33 %を自由米が占めた。
食管法では、生産者が地元の消費者に販売したり、産直を通じて売ることも原則として認められなかった（消費者に直接販売できる特別栽培米制度があったが量が限られていた）。また、米生産者が餅等に加工して販売することや、スーパーやコンビニエンスストアで自由にコメを販売することもできなかった。1993年米騒動では深刻なコメ不足により自主流通米の入札が中止となり、全農と卸売業者との間の相対取引とされたが、消費者は米屋の前に長い行列をつくった。
食糧管理法は経済の実態と乖離し、さらに1993年のガット・ウルグアイ・ラウンド農業合意により米市場の部分開放と国内法との整合性を保つ必要を生じたため法改正が求められた。
これらを受けて、食糧管理法は1995年（平成7年）11月1日に廃止され、主要食糧の需給及び価格の安定に関する法律（食糧法）に引き継がれた。